# 崔龙子
崔龙子（？—？），博陵郡安平县（今河北省衡水市安平县）人，出自博陵崔氏博陵第二房，北齐官员。

## 生平
崔龙子的大伯崔勉没有儿子，所以崔宣度把他过继给崔勉。
崔龙子一开始担任司徒功曹，把女儿嫁给穆提婆以求司州司马的官职，穆提婆答应了，因为崔龙子官品相差太远，先把崔龙子升任太子率更令，等到婚礼结束后，就任命崔龙子担任司州司马。不久就有谣言张贴于道路旁边说：“司州司马崔老鸱，捞钱很快判官司很慢。”御史冯士幹见到后就弹劾崔龙子，崔龙子被免官。

## 家族

### 曾祖
- 崔挺，光州刺史

### 祖父
- 崔芬，仆射、大昌侯

### 生父母
- 崔宣度，北齐伏波将军、襄垣郡太守[4]
- 卢思容，出自范阳卢氏北祖第四房，济州刺史卢尚之孙女，通直散骑侍郎卢文符之女，生二子五女[4]

### 兄弟姐妹
- 崔公业，济州录事参军，夫人赵郡李善才之女，两子一女李轮王、李元植、李舍利[4]
- 崔净净，嫁陇西李元相[4]
- 崔曜曜，嫁陇西李仲举[4]
- 崔姎姎，嫁范阳卢长命[4]
- 崔净鬘，先嫁陇西李公玮[4]，后改嫁开府参军事李公恕[5]
- 崔男至，嫁河东裴世元[4]

### 子女
- 崔氏，嫁李善愿[5]
- 崔氏，嫁穆提婆